# Người Iberes

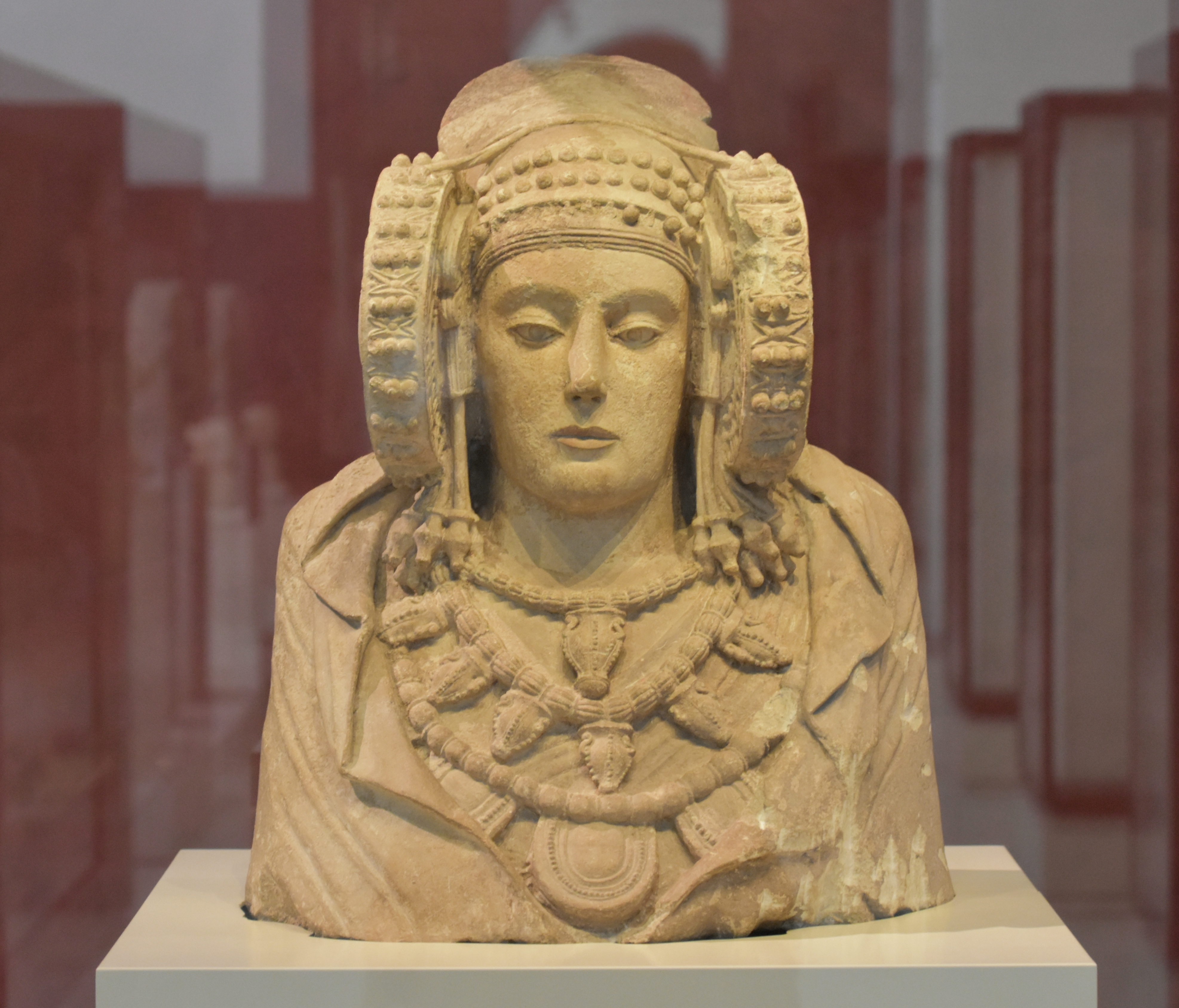
Quý bà của Elx, Thế kỷ thứ 4 TCN, là một bức tượng bán thân bằng đá đến từ L'Alcúdia, Elche, Tây Ban Nha

Người Iberes (tiếng Latin: Hibērī, từ tiếng Hy Lạp: Ίβηρες, Iberes) là một tập hợp các tộc người được các tác giả Hy Lạp và La Mã (trong số đó có Hecataeus của Miletus, Avienus, Herodotos và Strabo) đồng nhất với tên gọi này ở khu vực bờ biển phía đông và phía nam của bán đảo Iberia, ít nhất là từ thế kỷ thứ 6 trước Công nguyên. Các tác phẩm của người La mã cũng sử dụng thuật ngữ Hispani để chỉ người Iberes.
Thuật ngữ người Iberes được các tác giả cổ đại sử dụng lại có hai ý nghĩa khác biệt. Về mặt tổng quát là đề cập đến tất cả các cư dân của bán đảo Iberia mà không quan tâm đến sự khác biệt về chủng tộc (Người Tiền Ấn-Âu, người Celt và người Ấn-Âu không phải người Celt). Một ý nghĩa khác mang ý nghĩa giới hạn về mặt chủng tộc hơn đó là đề cập đến những người sống ở khu vực bờ biển phía đông và phía nam của bán đảo Iberia, và trong giai đoạn vào khoảng thế kỷ thứ 6 TCN, họ đã hấp thu những ảnh hưởng văn hoá từ người Phoenicia và người Hy Lạp. Nhóm văn hoá không phải người Ấn-Âu này đã nói tiếng Iberes từ thế kỷ 7 đến thế kỷ 1 trước Công nguyên.
Những tộc người khác có thể có quan hệ về huyết thống với người Iberes là người Vascones, mặc dù vậy có thể họ có quan hệ về huyết thống gần với người Aquitani hơn người Iberes. Ở những khu vực còn lại của bán đảo, ở phía bắc, khu vực trung tâm, phía tây bắc, phía tây và tây nam, là nơi định cư của người Celt hoặc các tộc người Celtiberi và người Lusitani, Vettones, và Turdetani.

## Lịch sử
Nền văn hoá của người Iberes đã phát triển từ thế kỷ thứ 6 trước công nguyên, và có lẽ là sớm hơn từ khoảng thiên niên kỷ thứ năm cho tới thiên niên kỷ thứ ba trước Công nguyên, ở khu vực bờ biển phía đông và phía nam của bán đảo Iberia. Người Iberes sống trong các ngôi làng và oppida (các khu định cư được bảo vệ bởi thành lũy), các cộng đồng của họ dựa trên nền tảng của một tổ chức bộ lạc. Người Iberes ở khu vực Cận Đông Tây Ban Nha đã có mức độ đô thị hoá cao hơn so với những người láng giềng của họ ở khu vực trung tâm và tây bắc của bán đảo Iberia. Những tộc người ở khu vực trung tâm và tây bắc chủ yếu là người Celt, họ sinh sống theo hình thức bán du mục và trong những ngôi làng nằm rải rác, mặc dù vậy họ cũng có một vài thành thị được bảo vệ bởi thành lũy như là Numantia. Họ đã có sự hiểu biết về chữ viết, chế tác kim loại, bao gồm cả đồng và các phương pháp canh tác nông nghiệp.

### Các khu định cư

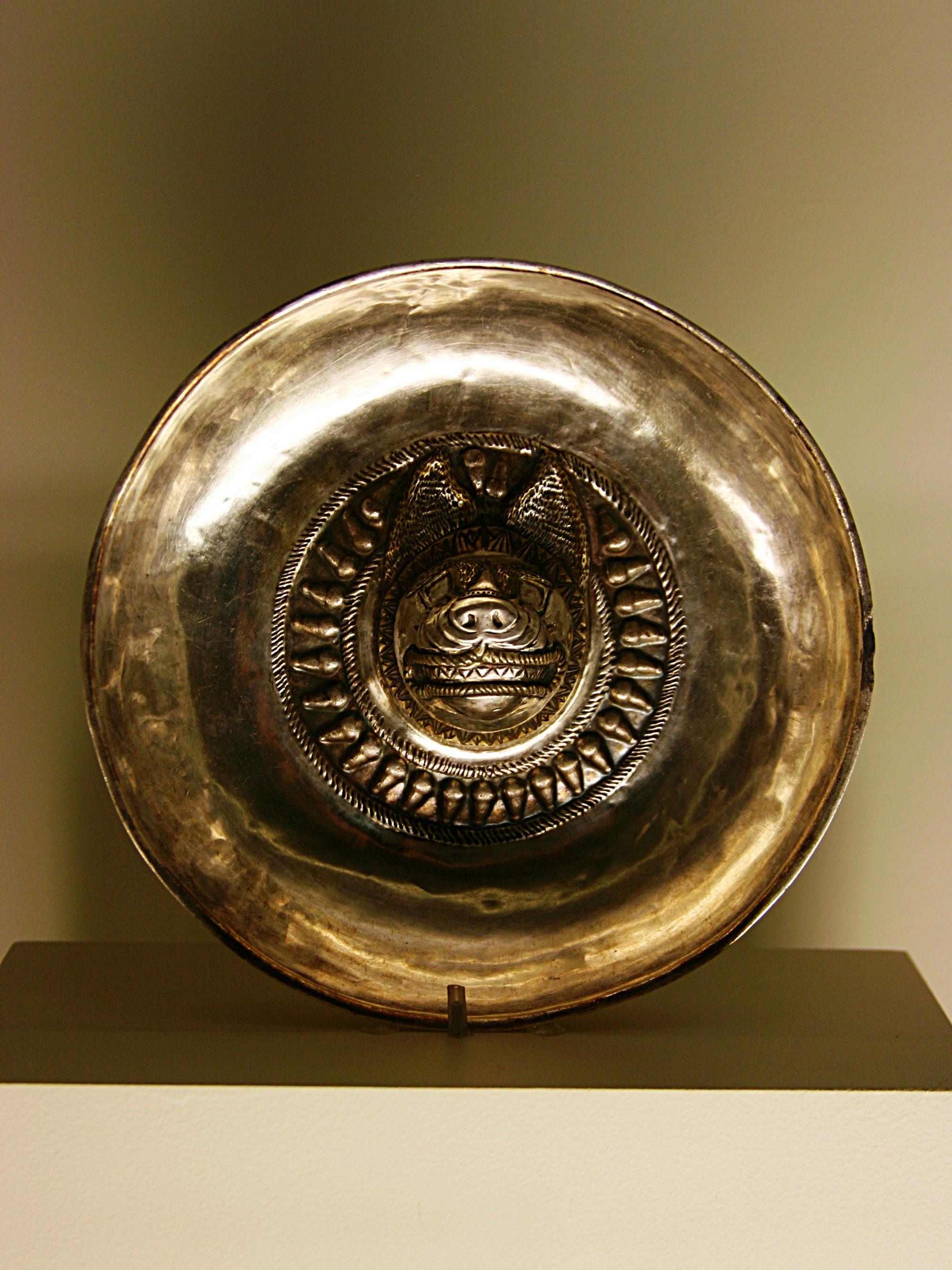
Chiếc đĩa bạc từ kho báu Tivissa, khoảng năm 500 TCN. Bảo tàng khảo cổ học Catalonia

Trong những thế kỷ trước khi diễn ra các cuộc chinh phục của người Carthage và La Mã, các khu định cư của người Iberes dần dần trở thành những xã hội phức tạp, cho thấy bằng chứng về sự phân tầng xã hội và đô thị hóa. Quá trình này có thể được thúc đẩy bởi những mối quan hệ giao thương với người Phoenici, người Hy Lạp, và Carthage.
Khu định cư ở Castellet de Banyoles tại Tivissa là một trong số những khu định cư quan trọng nhất của người Iberes ở phía tây bắc của bán đảo Iberia, nó đã được phát hiện vào năm 1912. Ngoài ra, 'Kho báu của Tivissa', bộ sưu tập duy nhất các đồ lễ tạ bằng bạc của người Iberes, cũng đã được tìm thấy ở đây vào năm 1927.Lucentum là một khu định cư cổ đại khác của người Iberes. Lăng mộ của Pozo Moro nằm gần thị trấn Chinchilla de Monte-Aragón ở Castile-La Mancha dường như đánh dấu vị trí của một khu định cư lớn khác. Thành phố Sagunto ngày nay nằm trên địa điểm của thành phố cổ đại Saguntum của người Iberes, tại đây có một pháo đài lớn được xây dựng vào thế kỷ 5 trước Công nguyên.
Những người định cư Hy Lạp đã nhắc đến người Iberes lần đầu tiên trong các ghi chép lịch sử là vào thế kỷ thứ 6 trước Công nguyên. Họ đã xác định rõ ràng rằng người Iberes là những tộc người không phải người Celt ở phía nam sông Ebro (Iber). Người Hy Lạp cũng gán tên gọi "người Iberes" cho một dân tộc khác ở vùng Caucasus, mà ngày nay được biết đến như là người Iberes Caucasus. Chúng ta hiện chưa rõ liệu rằng giữa hai dân tộc này có tồn tại bất cứ một mối quan hệ nào hay không.
Người Iberes đã giao thương một cách rộng rãi với các nền văn hoá Địa Trung Hải khác. Đồ gốm và các sản phẩm bằng kim loại của người Iberes đã được tìm thấy ở Pháp, Ý, và Bắc Phi. Người Iberes đã tiếp xúc rộng rãi với những người định cư Hy Lạp ở các thuộc địa tại Tây Ban Nha như Emporion, Rhode, Zakynthos và Hemeroskopeion. Người Iberes có thể đã chấp nhận một số kỹ thuật nghệ thuật của người Hy Lạp. Các bức tượng như Quý bà của Baza và Quý bà của Elx được cho là được thực hiện bởi những người Iberes mà đã khá quen thuộc với nghệ thuật Hy Lạp. Thucydides tuyên bố rằng một trong số ba bộ tộc bản địa của Sicily, người Sicani, có nguồn gốc từ người Iberes, mặc dù thuật ngữ "người Iberia" vào thời điểm đó có thể bao gồm cả người Gaul.

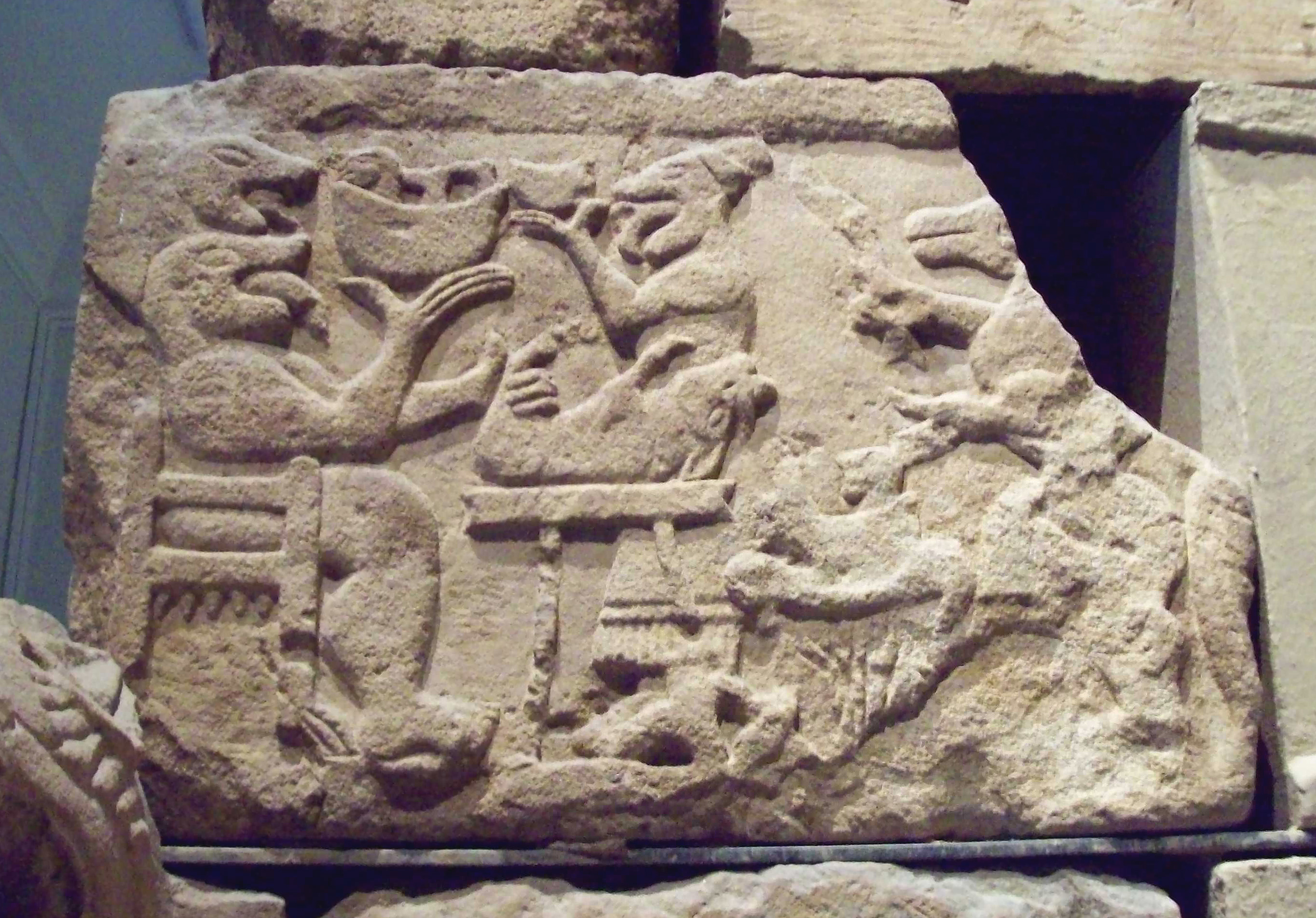
Phù điêu của người Iberes, Lăng mộ của Pozo Moro, thế kỷ thứ 6 TCN, cho thấy ảnh hưởng của người Hittite

Người Iberes cũng đã tiếp xúc với người Phoenici, họ đã thành lập nhiều thuộc địa khác nhau ở miền Nam Andalucia. Thuộc địa đầu tiên của họ trên bán đảo Iberia đã được thành lập vào năm 1100 trước Công nguyên và ban đầu nó được gọi là Gadir, sau này nó được người La Mã gọi là Gades (ngày nay là Cádiz). Các thuộc địa khác của người Phoenici ở phía nam Iberia bao gồm Malaka (Málaga), Sexi và Abdera.

### Cuộc chinh phục Hispania của người La Mã

Iberia trong cuộc chiến tranh Punic lần thứ hai, cho thấy các vùng đất của người Carthage(màu vàng) và La Mã (đỏ) cùng đồng minh

Sau khi kết thúc cuộc chiến tranh Punic lần thứ nhất, khoản nợ chiến tranh khổng lồ mà Carthage phải phải chịu đã khiến cho họ cố gắng mở rộng quyền kiểm soát đối với toàn bộ bán đảo Iberia. Hamilcar Barca đã bắt đầu cuộc chinh phục này từ căn cứ của ông ta tại Cádiz bằng việc chinh phục vùng đất của người Tartessi ở khu vực sông Guadalquivir, đây là nơi giàu có về bạc. Sau khi Hamilcar tử trận, người con rể Hasdrubal của ông ta tiếp tục xâm chiếm Iberia, thành lập nên thuộc địa Carthago Nova (Cartagena ngày nay) và mở rộng tầm ảnh hưởng của ông tới bờ phía nam của sông Ebro. Sau khi Hasdrubal bị ám sát vào năm 221 TCN, Hannibal nắm quyền chỉ huy quân đội của người Carthage ở Iberia và dành ra hai năm để hoàn tất việc chinh phục các bộ lạc Iberes ở phía nam của sông Ebro . Trong chiến dịch đầu tiên của mình, Hannibal đã đánh bại người Olcades, Vaccaei và Carpetani mở rộng sự kiểm soát của ông đối với toàn bộ khu vực sông Tagus. Tiếp theo, Hannibal đã vây hãm thành phố Saguntum vốn là đồng minh của người La Mã và điều này đã châm ngòi cho cuộc chiến tranh Punic lần thứ hai. Bán đảo Iberia đã là một chiến trường quan trọng trong cuộc chiến tranh này, không những thế nhiều chiến binh người Iberes và Celtiberi đã chiến đấu cho cả Rome và Carthage, mặc dù vậy hầu hết các bộ lạc đều đứng về phía Carthage.
Rome đã phái Gnaeus và Publius Cornelius Scipio tới chinh phục Iberia từ tay của người Carthage. Gnaeus sau đó đã đánh bại bộ lạc Ilergetes ở phía bắc của sông Ebro, họ vốn liên minh với người Carthage, ông ta còn chinh phục được Oppidum của người Iberes ở Tarraco và đánh bại hạm đội Carthage. Sau khi Publius Scipio đặt chân tới, Tarraco đã được củng cố vào năm 211 TCN, anh em nhà Scipio đã tàn phá những vùng đất của người Carthage và đồng minh ở phía nam của Ebro. Tuy nhiên, trong chiến dịch này, Publius Scipio đã tử trận trong một trận chiến còn Gnaeus tử trận khi đang rút quân. Cuộc chiến sau đó tiếp tục với sự xuất hiện của Publius Cornelius Scipio Africanus vào năm 210 TCN. Đầu tiên, Scipio tấn công và chinh phục được Carthago Nova rồi sau đó đánh bại quân đội của Hasdrubal Barca trong trận Baecula (209-208). Cuộc chiến tranh này còn kéo dài mãi cho đến khi trận Ilipa (ngày nay là Alcalá del Río ở tỉnh Sevilla) diễn ra, đây là một chiến thắng quyết định đối với Publius Scipio Africanus. Người Carthage sau đó rút về Gades, và Scipio giành được quyền kiểm soát đối với toàn bộ miền nam của bán đảo. Sau chiến thắng này, người Ilergetes và các bộ tộc Iberes khác đã nổi dậy và chỉ sau khi cuộc nổi dậy này kết thúc, người La Mã mới chiếm được vùng lãnh thổ còn lại của người Carthage ở miền nam Tây Ban Nha.
Sau thất bại của người Carthage, các vùng đất của người Iberes được chia thành hai tỉnh lớn, Hispania Ulterior và Hispania Citerior. Năm 197 TCN, các bộ lạc Iberes lại nổi dậy một lần nữa ở tỉnh Hispania Citerior. Sau khi đã củng cố được các vùng đất này, Rome xâm chiếm và chinh phục hai vùng đất Lusitania và Celtiberia. Cuộc chinh phục Lusitania là một chiến dịch kéo dài của người La Mã. Các cuộc chiến tranh và chiến dịch ở khu vực phía bắc của bán đảo Iberia sẽ tiếp tục diễn ra cho đến tận năm 16 TCN, khi mà những cuộc nổi dậy cuối cùng bị dập tắt.

## Văn hóa của người Iberes

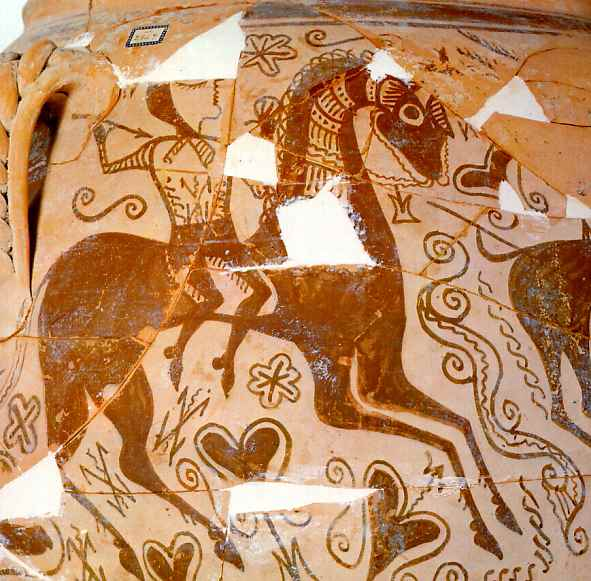
Kỵ sĩ trên bình gốm của người Iberes, Alicante

Xã hội của người Iberes được chia thành các giai cấp khác nhau, bao gồm các vị vua hoặc các tù trưởng (tiếng Latin: "regulus"), quý tộc, tu sĩ, nghệ nhân và nô lệ. Tầng lớp quý tộc Iberes, thường được gọi là một "viện nguyên lão" bởi các tác phẩm cổ đại, họp trong một hội đồng các quý tộc. Các vị vua hay các tù trưởng sẽ duy trì quân đội của họ thông qua một hệ thống nghĩa vụ hoặc chư hầu mà người La Mã gọi là "fides".
Trong khi nền văn hoá ở khu vực bờ biển phía đông chịu sự ảnh hưởng của người Hy Lạp và người Phoenici từ thế kỷ thứ 7 trước Công nguyên, người Iberes ở khu vực Aragon và Castille lại giao thoa với nền văn hoá Hallstatt của người Celt. Người Iberes đã chấp nhận rượu vang và cây ô liu từ người Hy Lạp. Việc nhân giống ngựa có tầm quan trọng đặc biệt đối với người Iberes và giới quý tộc của họ. Việc khai thác mỏ cũng rất quan trọng đối với nền kinh tế của họ, đặc biệt là các mỏ bạc gần Gades và Carthago Nova, các mỏ sắt ở thung lũng sông Ebro, cũng như việc khai thác các mỏ vàng và thiếc. Họ đã chế tạo ra các đồ vật kim loại tinh vi và những vũ khí bằng sắt với chất lượng cao như falcata.

### Nghệ thuật và tôn giáo
Người Iberia đã tạo ra các tác phẩm điêu khắc bằng đá và đồng, phần lớn trong số chúng chịu ảnh hưởng từ người Hy Lạp và Phoenici, ngoài ra còn chịu sự ảnh hưởng từ các nền văn hóa khác như của người Assyria, Hittite và Ai Cập. Phong cách của nghệ thuật điêu khắc Iberes lại được phân chia theo các khu vực địa lý thành các nhóm Cận Đông, khu vực Trung Tâm, phía Nam, và nhóm phía Tây, trong đó nhóm Cận Đông cho thấy ảnh hưởng Hy Lạp nhiều nhất. Đồ gốm và nghệ thuật hội họa của người Iberes cũng khác biệt và trải rộng khắp khu vực này.

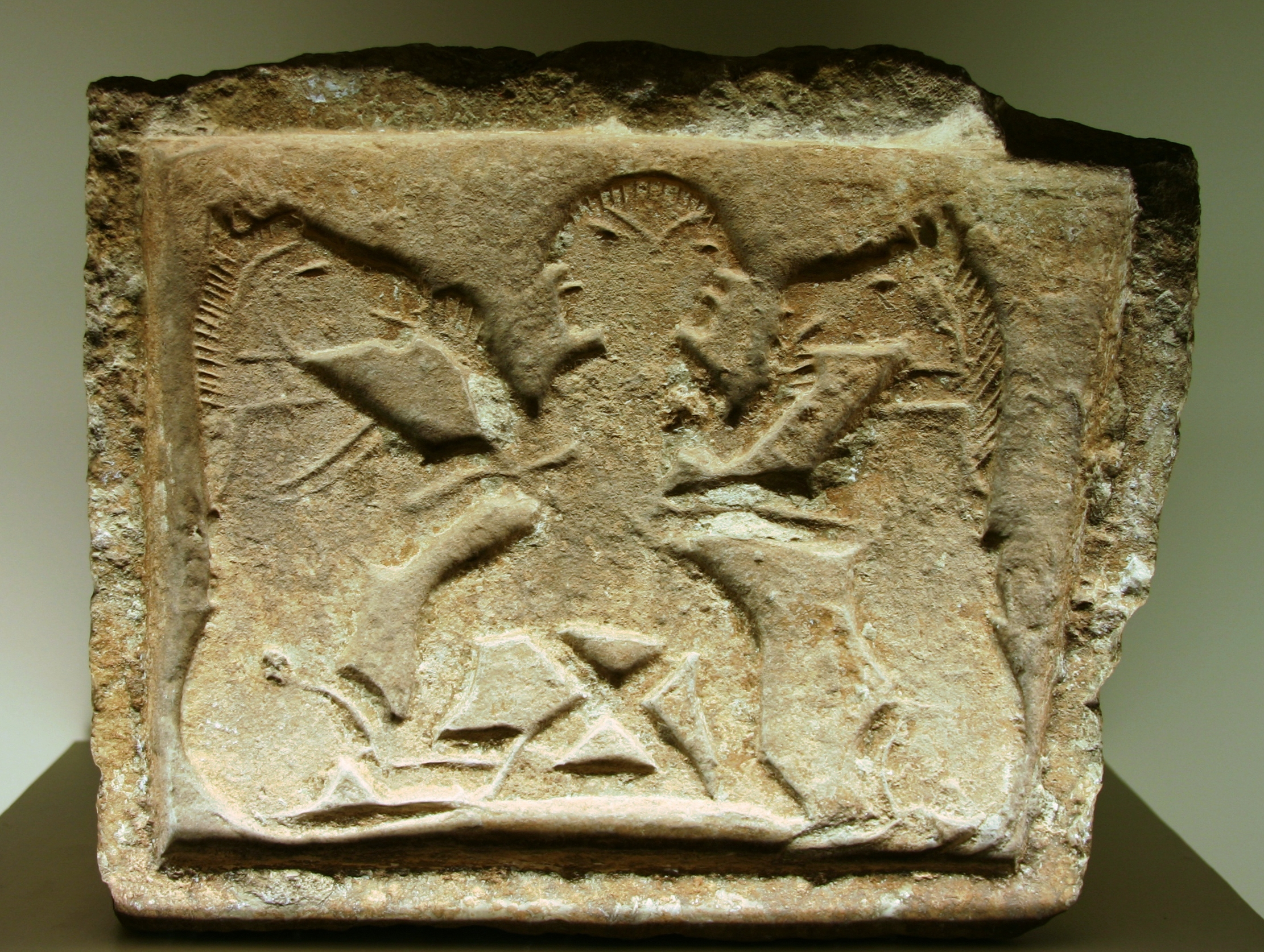
Chúa tể của loài ngựa, Villaricos (Almeria), Museu d'Arqueologia de Catalunya, Barcelona

Đa thần giáo của người Iberes đã chịu ảnh hưởng của người Hy Lạp và Phoenici, nó được thể hiện rõ trong các tác phẩm điêu khắc của họ. Bức tượng điêu khắc mình bò đầu người Bicha của Balazote (có thể là một vị thần của sự màu mỡ) và những miêu tả khác nhau về nhân sư và sư tử giống với các sinh vật thần thoại ở miền Đông Địa Trung Hải. Hai bức tượng Quý bà của Elche và Quý bà của Guardamar cho thấy ảnh hưởng rõ ràng của thời kỳ Hy Lạp hóa. Các vị thần của người Phoenici và Hy Lạp như Tanit, Baal, Melkart, Artemis, Demeter và Asclepius đã được biết đến và thờ cúng ở khu vực này. Hiện tại, chúng ta chỉ biết được một vài vị thần bản địa của người Iberes, mặc dù vị thần tiên tri và chữa bệnh "Betatun" đã được biết đến từ một bản khắc bằng tiếng Latin ở Fuertes del Rey. Rõ ràng là đã có một nữ thần quan trọng được liên tưởng với trái đất và sự tái sinh như được mô tả qua bức tượng Quý bà của Baza và kết hợp với chim, hoa cùng lúa mì. Loài ngựa cũng là một biểu tượng tôn giáo quan trọng và một thánh địa quan trọng dành cho ngựa đã được tìm thấy ở Mula (Murcia). Có rất nhiều miêu tả về một "vị thần thuần hóa ngựa" hoặc "chúa tể của loài ngựa" (despotes hippon). Nữ thần Ataegina cũng đã được chứng thực một cách rộng rãi trong các bản khắc. Người Iberes còn tôn kính thần chiến tranh Cariociecus.
Người Iberes thực hiện các nghi thức của họ ở những nơi trống trải và cả trong các thánh địa được bảo vệ ở những nơi linh thiêng như các khu rừng nhỏ, dòng suối và hang động. Bằng chứng khảo cổ học cho thấy rằng có sự tồn tại của một tầng lớp tu sĩ và Silius Italicus còn nhắc đến các tu sĩ tại một ngôi đền của Melqart trong vùng đất Tartessos. Bằng chứng từ đồ gốm tiết lộ cho chúng ta biết thêm một số thông tin về thần thoại của người Iberes và trình tự nghi lễ. Các đề tài phổ biến đó là một điệu múa nghi lễ dùng để ca tụng được Strabo mô tả lại [c.f. 3.3.7],nó còn xuất hiện trên một bức phù điêu đến từ Fuerte del Rey và được gọi là "điệu múa Bastetania", một đề tài khác nữa là sự đối đầu giữa người chết và hình tượng một con sói. Các nghi lễ hiến tế động vật cũng phổ biến.

### Chiến tranh

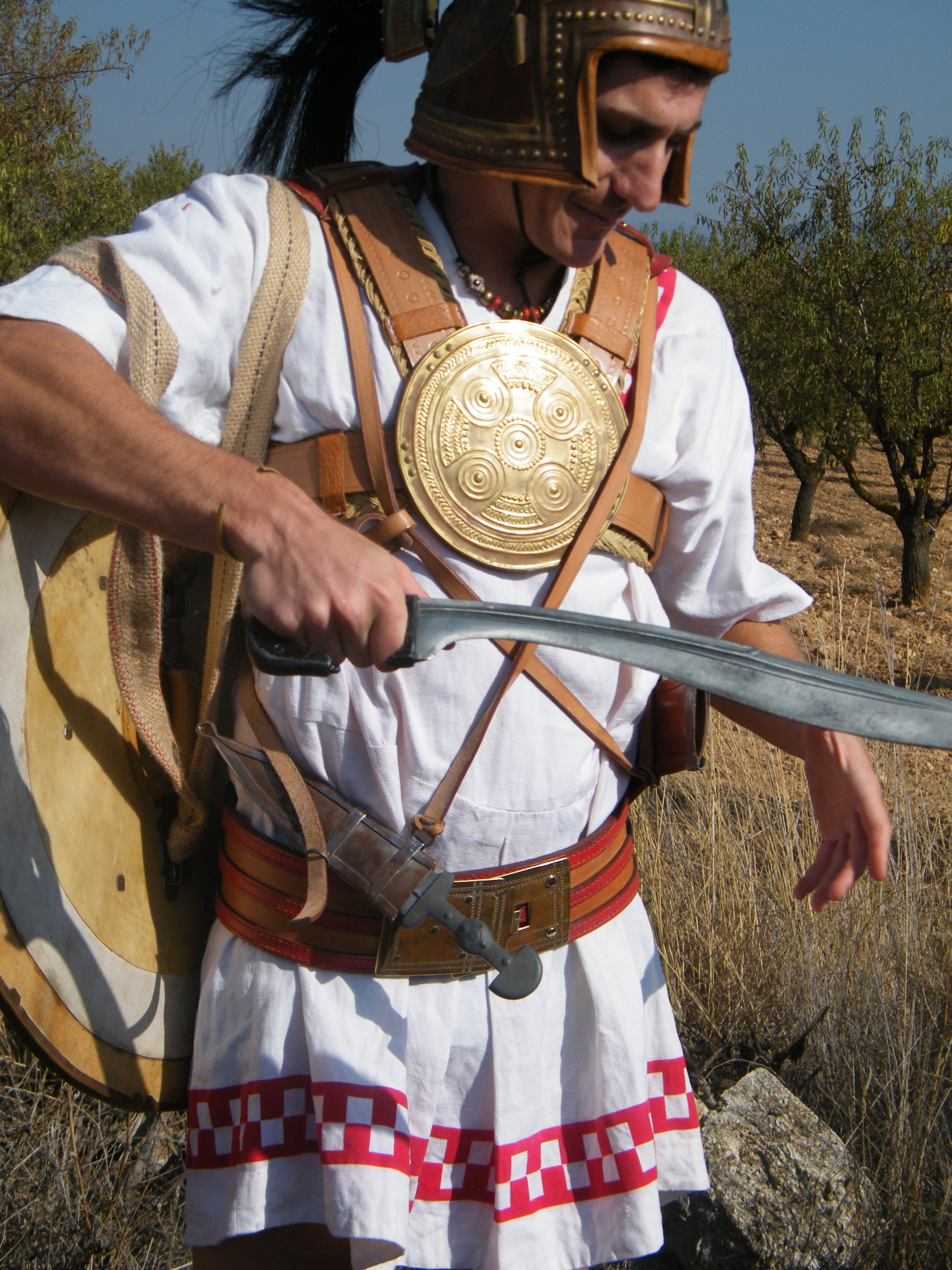
Phục dựng lại một người lính Iberes cùng với Falcata

Các chiến binh người Iberes được người Carthage và Rome sử dụng nhiều làm lính đánh thuê và lính trợ chiến. Phần lớn lực lượng của người Carthage trong các cuộc chiến tranh Punic được tuyển mộ từ người Iberes và Celtiberi. Chiến tranh của người Iberes mang tính địa phương và dựa trên những cuộc đột kích và cướp bóc giữa các bộ lạc với nhau. Trong các trận chiến kéo dài, người Iberes thường xuyên tấn công và rút lui, phóng những ngọn lao và la hét đối thủ của họ mà không hoàn toàn giao chiến một cách thực sự. Kiểu chiến đấu này được người La Mã gọi là concursare. Người Iberes đặc biệt thích các cuộc phục kích và chiến thuật du kích.
Các tác phẩm cổ đại đề cập đến hai kiểu bộ binh chính của người Iberes, scutati và caetrati. Scutati được trang bị giáp trụ nặng nề và mang theo một chiếc khiên lớn theo kiểu scutum của người Celt. caetrati thì mang caetra, một chiếc khiên nhỏ của người Iberes. Vũ khí của người Iberes bao gồm thanh kiếm Gladius Hispaniensis nổi tiếng, một thanh kiếm cong được gọi là falcata, kiếm thẳng, giáo, lao và một cây giáo hoàn toàn bằng sắt được gọi là Soliferrum. Kỵ binh người Iberes là một lực lượng có vai trò then chốt trong các đạo quân của người Iberes cũng như trong quân đội Carthage. 

### Các bộ lạc Iberes
Người Iberes sinh sống dọc theo các vùng đất ven biển phía Đông và phía Nam của bán đảo Iberia, tương ứng với vùng bờ biển phía Tây Bắc của Địa Trung Hải, khoảng chừng khu vực ngày nay là Catalonia, miền Đông, Đông Bắc và phía Bắc của Aragon, cộng đồng Valencia, vùng Murcia, miền Đông Andalucia, và quần đảo Balearic (ở Tây Ban Nha), và còn cả ở khu vực ngày nay là Roussillon và một vài vùng thuộc Langwedoc (ở Pháp).
Các bộ lạc và liên minh bộ lạc người Iberes bao gồm:
- Andosini - cư trú ở các ngọn núi thuộc phía đông sườn dốc phía Nam của dãy Pyrenee, tại khu vực thượng nguồn của lòng chảo sông Segre, vùng đất này ngày nay là Andorra.
- Ausetani - cư trú ở vùng đất Osona (vùng đất cũ của bá quốc Osona), tại khu vực trung lưu của lòng chảo sông Ter. Ausa (ngày nay là Vic) là thủ phủ chính của họ.
- Bastetani/Bastitani/Bastuli là một liên minh các bộ lạc người Iberes lớn nhất ở vùng đất này, lãnh thổ của họ bao gồm các vùng đất rộng lớn nằm dọc theo ven biển Địa Trung Hải và vùng đất Sierra Nevada, ngày nay là một phần của các tỉnh Murcia, Albacete, Jaén, Almería, Granada và Málaga. Basti (ngày nay là Baza) là thủ phủ chính của họ.
  - Mastieni - ở trong và xung quanh vùng đất Mastia (Cartagena).
- Bergistani / Bergusii - ở lưu vực thượng nguồn của lòng chảo sông Llobregat, ước chừng là tỉnh Barcelona ngày nay. Berga là thủ phủ chính của họ. Nằm ở phía Bắc của người Lacetani.
- Castellani - vùng thượng lưu của lòng chảo sông Ter, phía Đông sườn dốc phía Nam của dãy Pyrenee. Nằm ở phía Bắc của người Ausetani.
- Cessetani / Cossetani - ở vùng đất Tarraco (ước chừng là khu vực trung tâm và miền đông của tỉnh Tarragona ngày nay), ở khu vực ven biển Địa Trung Hải. Kese (có tên gọi là Tarraco vào thời kỳ La Mã, mà sẽ trở thành thủ phủ của tỉnh Hispania Tarraconensis), là thủ phủ chính của họ.
- Ceretani / Cerretani - ở Cerretana (Cerdanya / Cerdaña ngày nay) và nằm ở phía Đông sườn dốc phía Nam của dãy Pyrenee, cũng là khu vực thượng nguồn lòng chảo sông Segre và Noguera (các nhánh của sông Iberus - Ebro), ở phía đông của Ribagorça. Libyca hoặc Julia Libyca (Llivia ngày nay) là thủ phủ chính của họ. Vùng đất của họ nằm ở phía Bắc vùng đất của người Ilergete và Bergistani.
- Contestani - cư trú ở phía nam sông Sucro (Xúquer) và phía bắc sông Thader (Segura), trong khu vực ngày nay là một phần của các tỉnh Alicante / Alacant, Valencia, Murcia và Albacete. Đây là một liên minh các bộ lạc. Vùng đất của họ nằm về phía đông vùng đất của người Bastetani.
  - Deitani - ở trong và xung quanh vùng đất Ilici (ngày nay là Elx / Elche)
- Edetani - cư trú ở phía bắc sông Sucro (Xúquer / Júcar) và phía nam sông Millars, ở khu vực khoảng chừng là tỉnh Valencia ngày nay. Đây là một trong những bộ lạc hoặc liên minh các bộ lạc lớn nhất ở Iberia. Edeta (thời La Mã gọi là Lauro, ngày nay là Lliria), về phía tây bắc của Valencia, là thủ phủ chính của họ. Arse (vào thời La Mã được gọi là Saguntum, ngày nay là Sagunto / Sagunt) cũng nằm trong lãnh thổ của họ. Vùng đất của họ nằm về phía Bắc vùng đất của người Contestani và Bastetani còn về phía Nam là vùng đất của người Ilercavones.
- Elisyces / Helisyces - một bộ lạc sinh sống ở vùng đất Narbo (Narbonne) và ở miền bắc của vùng đất Roussillon ngày nay. Họ có thể là một bộ lạc Iberes hoặc Liguria hoặc Liguria-Iberes.
- Ilercavones - ở trong khu vực hạ lưu lòng chảo sông Iberus (Iberus) tới sông Millars dọc theo bờ biển Địa Trung Hải và về phía nội địa là hướng tới Sierra de Gúdar, ở Ilercavonia. Đây là một trong những bộ lạc hoặc liên minh các bộ lạc lớn nhất ở Iberia. Hibera (thời La mã gọi là Dertusa hoặc Dertosa, ngày nay là Tortosa) là thủ phủ chính của họ. Vùng đất của họ nằm về phía bắc của người Edetani, phía Nam của người Ilergetes, phía đông của người Sedetani và phía tây của người Cessetani.
- Ilergetes / Ilergetae - cư trú ở vùng đồng bằng thuộc trung lưu và hạ lưu của hai con sông Segre và Cinca, về phía sông Iberus (Ebro). Đây là một trong những bộ lạc hoặc liên minh các bộ lạc lớn nhất ở Iberia. Iltrida (dưới thời La Mã được gọi là Ilerda, ngày nay là Lérida / Lleida) là thủ phủ chính của họ.
- Indigetes / Indigetae - cư trú ở khu vực hạ lưu lòng chảo sông Ter, phía Đông sườn phía Nam của [dãy Pyrenee], họ chiếm giữ vùng đất cực bắc của bán đảo Iberia, từ khu vực vịnh Empodrae (Empúries) và Rhoda (Roses), kéo dài cho tới dãy Pyrenee xuyên qua các vùng đất Empordà, Selva và có thể là Gironès, ngày nay là tỉnh Girona. Indika / Indiga hoặc Undika là thủ phủ chính của họ. Họ là một liên minh của bốn bộ lạc.
- Lacetani - cư trú ở khu vực trung lưu của lòng chảo sông Llobregat cùng các ngọn đồi xung quanh. Vùng đất của họ nằm ở phía Tây Bắc của người Laietani.
- Laietani - cư trú ở khu vực hạ lưu của lòng chảo sông Llobregat, dọc theo một phần của khu vực ven biển Địa Trung Hải, ngày nay tương ứng là một phần của tỉnh Barcelona và thành phố Barcelona. Laieta (thời La Mã gọi là Barcino và ngày nay gọi là Barcelona) là thủ phủ chính của họ.
- Oretani? - Ở thượng lưu của thung lũng sông Baetis (Guadalquivir), phía đông của dãy núi Marianus (Sierra Morena) và khu vực phía nam của La Mancha ngày nay. Họ có thể là bộ lạc Iberes, một bộ lạc người Celt, hoặc là một bộ lạc hay liên minh bộ lạc người Iberes kết hợp với người Celt (và do đó có quan hệ về huyết thống với người Celtiberi).
- Sedetani - cư trú ở phía nam của sông Iberus (Ebro) và phía tây sông Guadalope, ở khu vực trung lưu của lòng chảo sông Iberus (Ebro). Salduie (thời La Mã gọi là Salduba và Caesaraugusta, ngày nay là Zaragoza) nằm trong lãnh thổ của họ và có thể họ có quan hệ họ hàng khá gần gũi với người Edetani. Vùng đất của họ nằm về phía Tây vùng đất của người Ilercavones.
- Sordones - cư trú ở vùng đất Roussillon (Pyrénées Orientales, Pháp). Ruscino (ngày nay là Château-Roussillon gần Perpignan) là thủ phủ chính của họ.
- Vescetani / Oscenses - cư trú ở phía bắc của Aragon ngày nay, phía đông của sông Gállego, ở Sobrarbe, ở trong và xung quanh thành phố Bolskan, sau này đổi tên là Osca (Huesca), và thượng nguồn thung lũng sông Cinca, Tây Ban Nha. Họ cũng có thể có liên quan với người Vascones và do đó có quan hệ về mặt huyết thống với người Aquitani nói tiếng Aquitani, hoặc một bộ lạc hay liên minh bộ lạc Iberes-Aquitani.
- Một bộ lạc không rõ tên hoặc các bộ lạc ở quần đảo Balearic (được tạo thành từ quần đảo Pityusic và quần đảo Gymnesian), có thể là người Iberes.

### Tiếng Iberes

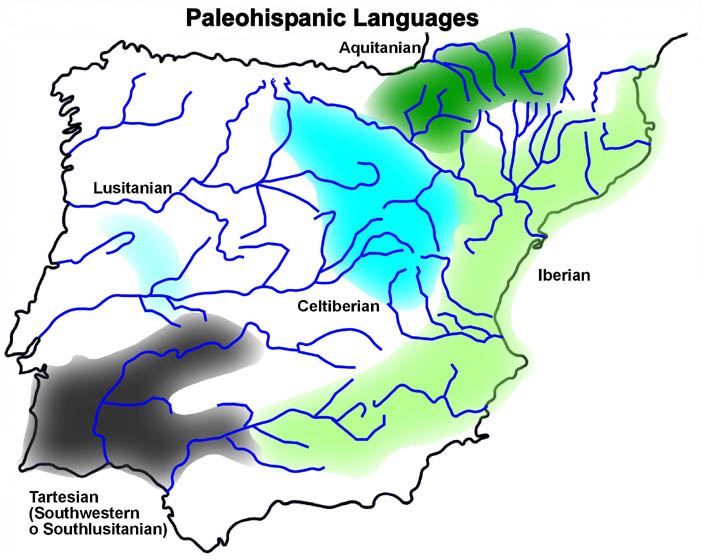
Các ngôn ngữ Hispania cổ đại dựa theo các bản khắc (ngoại trừ tiếng Aquitani

Tiếng Iberes, giống như phần còn lại của các ngôn ngữ Hispania cổ đại, đã biến mất vào giai đoạn từ khoảng thế kỷ 1 đến thế kỷ thứ 2 SCN, sau khi bị thay thế dần dần bằng tiếng Latin. Tiếng Iberes là một ngôn ngữ không thuộc ngữ hệ Ấu-Âu và vẫn chưa được phân loại. Một nghiên cứu vào năm 1978 đã khẳng định nhiều điểm tương đồng giữa tiếng Iberes và tiếng Messapi. Các ngôn ngữ của người Iberes cũng chia sẻ một số yếu tố với tiếng Basque. Các mối liên kết giữa nó với tiếng Etruscan và hệ thống chữ viết Linear A của người Minoan cũng đã được tìm thấy.

### Chữ viết của người Iberes

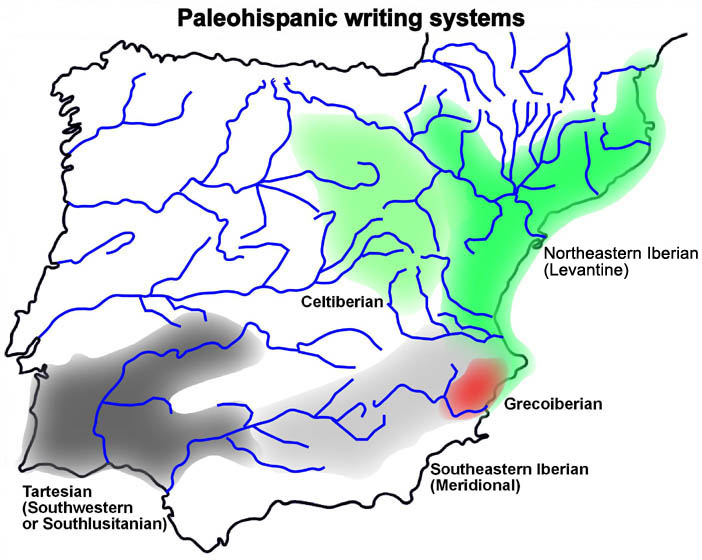
Các loại chữ viết của người Iberes trong phạm vị của các chữ viết Hispania cổ đại

Người Iberes sử dụng ba dạng chữ viết khác nhau để thể hiện tiếng Iberes.
- Chữ viết Đông Bắc Iberia
  - Kiểu biến thể đôi (thế kỷ thứ 4 TCN và thế kỷ thứ 3 TCN)
  - Không phải kiểu biến thể đôi (thế kỷ thứ 2 TCN và thế kỷ thứ nhất TCN)
- Chữ viết Đông Nam Iberia
- Bảng chữ cái Hy Lạp-Iberes